# Lista orașelor din Niger
Aceasta pagină este o listă a orașelor din Niger.

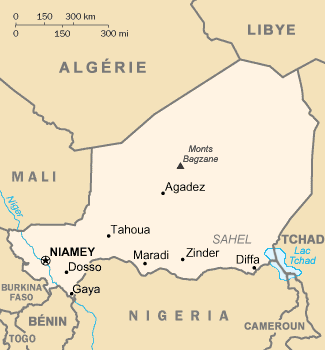
Harta statului Niger

- Abalak
- Agadez
- Arlit
- Assodé
- Ayourou
- Bilma
- Birni N'Gaouré
- Birni-N'Konni
- Dakoro
- Diffa
- Dogondoutchi
- Dosso
- Filingué
- Gaya
- Madaoua
- Maradi
- Mayahi
- Miria
- N'guigmi
- Niamey
- Please
- Tahoua
- Tchin-Tabaraden
- Téra
- Tessaoua
- Tillabéri
- Timia
- Zinder